# جمهوری خلق آنگولا
جمهوری خلق آنگولا (پرتغالی: República Popular de Angola) دولت سوسیالیستی خودخوانده‌ای بود که از زمان استقلال آنگولا از پرتغال در ۱۹۷۵ تا ۲۵ اوت ۱۹۹۲ طی جنگ داخلی آنگولا بر آن کشور حکومت می‌کرد.

## تاریخ
دولت در سال ۱۹۷۵، پس از آنگولای پرتغال، که یک ایالت خودمختار بود، از پرتغال از طریق توافقنامه آلوور استقلال یافت، تأسیس شد. وضعیت در دیگر ایالت بزرگ سابق آفریقایی خودمختار پرتغال، جمهوری خلق موزامبیک، مشابه بود. این کشور تازه تأسیس روابط دوستانه ای با اتحاد جماهیر شوروی، کوبا و جمهوری خلق موزامبیک داشت. این کشور توسط جنبش خلق برای آزادی آنگولا (MPLA) اداره می‌شد که مسئول انتقال به یک نظام تک‌حزبی مارکسیست-لنینیست بود. این گروه مورد حمایت کوبا و اتحاد جماهیر شوروی و همچنین کشورهای پیمان ورشو بود.
دولت آنگولا درآمدهای بادآورده نفتی خود را به‌طور مؤثر مدیریت کرد. تراز تجاری همچنان سودآور بود و بدهی خارجی در محدوده معقول نگه داشته شد. در سال ۱۹۸۵، خدمات بدهی بالغ بر ۳۲۴ میلیون دلار یا حدود ۱۵ درصد صادرات بود.
تلاش عمده ای در زمینه آموزش بزرگسالان و سوادآموزی به ویژه در مراکز شهری صورت گرفت. در سال ۱۹۸۶ تعداد دانش‌آموزان مدارس ابتدایی از یک و نیم میلیون نفر گذشت و نزدیک به نیم میلیون بزرگسال خواندن و نوشتن را آموختند. زبان آموزشی عمدتاً پرتغالی باقی ماند، اما آزمایش‌هایی برای معرفی مطالعه زبان‌های محلی آفریقایی از سال‌های اول تحصیل انجام شد. روابط بین کلیساها و حزب حاکم نسبتاً آرام بود.
یک گروه مخالف، معروف به اتحادیه ملی برای استقلال کامل آنگولا (UNITA)، به رهبری جوناس ساویمبی، جرقه جنگ داخلی را با MPLA، با حمایت آپارتاید آفریقای جنوبی و ایالات متحده، ایجاد کرد. ایالات متحده برای جلوگیری از گسترش کمونیسم در آفریقا هر کاری که می‌توانست انجام داد و این بزرگ‌ترین نمونه است. این جنگ داخلی یکی از خشن‌ترین درگیری‌های نیابتی جنگ سرد بود که منجر به مرگ ۱٫۴ تا ۱٫۵ میلیون نفر در سال‌های ۱۹۷۵ تا ۲۰۰۱ شد و باعث آوارگی داخلی بیش از ۴ میلیون نفر شد.
در ژانویه ۱۹۸۴، توافقنامه ای مورد مذاکره قرار گرفت. آفریقای جنوبی از آنگولا قول گرفت که حمایت خود را از SWAPO (جنبش استقلال نامیبیا که از سال ۱۹۷۵ در آنگولا تأسیس شد) در ازای تخلیه نیروهای آفریقای جنوبی از آنگولا، پس بگیرد. با وجود این توافق، آفریقای جنوبی به بهانه تعقیب چریک‌های SWAPO، هر زمان که UNITA مورد حمله نیروهای دولتی آنگولا قرار می‌گرفت، عملیات‌های گسترده‌ای را در خاک آنگولا انجام می‌داد. به موازات آن، آفریقای جنوبی حملاتی را در آنگولا ترتیب داد. در می ۱۹۸۵، یک گشت آنگولا یک واحد نیروهای ویژه آفریقای جنوبی را در مالونگو که قصد خرابکاری در تأسیسات نفتی را داشت، رهگیری کرد.
ایالات متحده موشک‌های زمین به هوای استینگر را از طریق پایگاه کامینا در جنوب زئیر در اختیار شورشیان قرار داد، پایگاهی که ایالات متحده در نظر داشت برای همیشه فعال شود. کمک ایالات متحده همچنین شامل تسلیحات ضد تانک بود تا یونیتا را قادر سازد تا در برابر حملات تهدیدآمیز فزاینده ارتش لواندا علیه مناطقی که هنوز تحت کنترل آن در شرق و جنوب شرق کشور هستند، بهتر مقاومت کند.
در دهه ۱۹۸۰، آفریقای جنوبی به حمایت از UNITA ادامه داد و دولت لواندا امید خود را برای پیروزی نظامی در کوتاه مدت از دست داد. در سال ۱۹۸۸، نبرد کویتو کواناواله، جایی که نیروهای تحت حمایت کوبا و آفریقای جنوبی به بن‌بست رسیدند، منجر به توافق سه جانبه شد که استقلال نامیبیا و خروج نیروهای کوبایی و آفریقای جنوبی از آنگولا را تضمین کرد.
در سال ۱۹۹۱، MPLA و UNITA توافقنامه صلح معروف به توافقنامه Bicesse را امضا کردند که امکان برگزاری انتخابات چند حزبی در آنگولا را فراهم کرد.
در سال ۱۹۹۲ جمهوری خلق آنگولا بر اساس قانون اساسی جانشین جمهوری آنگولا شد و انتخابات برگزار شد. با این حال، توافق صلح دوام نیاورد، زیرا ساویمبی نتایج انتخابات را رد کرد و جنگ تا زمان مرگ او در سال ۲۰۰۲ در سراسر کشور از سر گرفته شد.